# Nobuo Fujii
Nobuo Fujii (jap. 藤井 信雄, Fujii Nobuo; * um 1955) ist ein japanischer Jazzmusiker (Schlagzeug).

## Leben
Nobuo Fujii arbeitete ab den späten 1970er Jahren in der japanischen Jazzszene. Erste Aufnahmen entstanden in der Band von Tomoki Takahashi (Tomoki, 1979). Im folgenden Jahrzehnt spielte er zunächst bei Akira Sakata, mit dessen Orchester er Ende 1981 auf den Berliner Jazztagen gastierte (Berlin 28), außerdem mit Yoshio Kuniyasu sowie mit Yoshiaki Fujikawa und dessen Eastasia Orchestra (Origin, 1983).  In den folgenden Jahren gehörte er dem Trio Salt an (mit Akihiro Ishiwatari, Takeharu Hayakawa) und wirkte bei Aufnahmen von Takayuki Kato, Eiichi Hayashi, Kurumi Shimizu, Satoko Fujii und der Alternative-Rock-Sängerin Phew mit.
Ab den 2000er Jahren arbeitete Fujii mit Masayasu Tzboguchi, in Otomo Yoshihides New Jazz Quintet, im Shibuya Takeshi/Takeda Kazunori Quartet (Old Folks, 2005), sowie mit Naruyoshi Kikuchi. Ferner gehörte er den Experimental-Formationen Date Course Pentagon Royal Garden (um Naruyoshi Kikuchi) und Tokyo zawinul bach (um Masayasu Tzboguchi) und Travel Through Time and Texture (um Masaaki Kikuchi) an. In den 2010er Jahren spielte er im Quartett Giulietta Machine um den Keyboarder Naoko Eto und den Gitarristen Makoto Otsu.